# Nothing Left (chanson de Kygo)
Pour les articles homonymes, voir Nothing Left.
Singles par Kygo
Stole the Show
(2015) Here for You
(2015)
Nothing Left est une chanson du disc jockey et musicien norvégien Kygo, sortie le 31 juillet 2015. 

## Liste des pistes
| 1. | Nothing Left (Original Mix) | 3:57 |
| 2. | Nothing Left (Radio Edit)   | 3:24 |

## Classement hebdomadaire
| Classement                         | Meilleure position |
| ---------------------------------- | ------------------ |
| Allemagne (Media Control AG)       | 57                 |
| Autriche (Ö3 Austria Top 40)       | 5                  |
| Danemark (Tracklisten)             | 37                 |
| Finlande (Suomen virallinen lista) | 14                 |
| France (SNEP)                      | 55                 |
| Norvège (VG-lista)                 | 1                  |
| Pays-Bas (Nederlandse Top 40)      | 81                 |
| Royaume-Uni (UK Singles Chart)     | 79                 |
| Suède (Sverigetopplistan)          | 14                 |
| Suisse (Schweizer Hitparade)       | 26                 |

## Remix
- Par Trinix en 2015.